# Géographe bavarois
Le Géographe bavarois (en latin Geographus Bavarus) est un auteur anonyme du Moyen Âge, ainsi nommé par Jean Potocki en 1796, auteur présumé du document Descriptio civitatum et regionum ad septentrionalem plagam Danubii (« Description des cités et des régions au nord du Danube »).
Ce document, découvert à Munich par le comte Louis-Gabriel Du Buat-Nançay, ambassadeur de Louis XV à la cour de Saxe, a été acquis par la famille des Wittelsbach lorsque celle-ci a acheté la collection de l’antiquaire Hermann Schädel (1410-1485) en 1571. Ce document a été largement étudié au début du XIXe siècle par les historiographes, notamment Nikolaï Karamzine et Joachim Lelewel. 
Le document énumère les tribus d’Europe centrale et d’Europe de l’Est qui vivaient à l’est de l’Elbe et au nord du Danube. La plupart de ces tribus étaient slaves. Ce document contient également des informations sur le nombre de forts (civitates) que possédaient les tribus. L’historien Henryk Łowmiański (en) a démontré que cette liste était composée de deux parties, rédigées à des dates différentes et pouvant être attribuées à des auteurs distincts.
L’origine de ce document est source de controverses. Au début, les historiens suggéraient qu’il avait été rédigé à Ratisbonne. Les historiens contemporains pensent qu’il provient du Codex Reginbertinus II, compilé au IXe siècle dans la bibliothèque du monastère de Reichenau. Un moine de Reichenau aurait rédigé le document entre 830 et 850. 
Pour l’historien russe Alexandre Nazarenko, la liste aurait été rédigée dans les années 870, lors d’un séjour de Saint Méthode à Reichenau. Ce document pourrait être lié à ses missions d’évangélisation dans les territoires slaves.

## Descriptio civitatum et regionum ad septentrionalem plagam Danubii

### Partie 1
Descriptio civitatum et regionum ad septentrionalem plagam Danubii.

(1) Isti sunt qui propinquiores resident finibus Danaorum, quos vocant Nortabtrezi, ubi regio, in qua sunt civitates LIII per duces suos partite.

(2) Uuilci, in qua civitates XCV et regiones IIII.

(3) Linaa est populus, qui habet civitates VII.

(4-6) Prope illis resident, quos vocant Bethenici et Smeldingon et Morizani, qui habent civitates XI.

(7) Iuxta illos sunt, qui vocantur Hehfeldi, qui habent civitates VIII.

(8) Iuxta illos est regio, que vocatur Surbi, in qua regione plures sunt, que habent civitates L.

(9) Iuxta illos sunt quos vocant Talaminzi, qui habent civitates XIII.

(10) Beheimare, in qua sunt civitates XV.

(11) Marharii habent civitates XL.

(12) Uulgarii regio est inmensa et populus multus habens civitates V, eo quod mutitudo magna ex eis sit et non sit eis opus civitates habere.

(13) Est populus quem vocant Merehanos, ipsi habent civitates XXX.

Iste sunt regiones, que terminant in finibus nostris.

### Partie 2
Isti sunt, qui iuxta istorum fines resident.

(14) Osterabtrezi, in qua civitates plus quam C sunt.

(15) Miloxi, in qua civitates LXVII.

(16) Phesnuzi habent civitates LXX.

(17) Thadesi plus quam CC urbes habent.

(18) Glopeani, in qua civitates CCCC aut eo amplius.

(19) Zuireani habent civitates CCCXXV.

(20) Busani habent civitates CCXXXI.

(21) Sittici regio inmensa populis et urbibus munitissimis.

(22) Stadici, in qua civitates DXVI populousque infinitus.

(23) Sebbirozi habent civitates XC.

(24) Unlizi populus multus civitates CCCCXVIII.

(25) Neriuani habent civitates LXXVIII.

(26) Attorozi habent civitates CXLVIII, populus ferocissimus.

(27) Eptaradici habent civitates CCLXIII.

(28) Uuilerozi habent civitates CLXXX.

(29) Zabrozi habent civitates CCXII.

(30) Znetalici habent civitates LXXIIII.

(31) Aturezani habent civitates CIIII.

(32) Chozirozi habent civitates CCL.

(33) Lendizi habent civitates XCVIII.

(34) Thafnezi habent civitates CCLVII.

(35) Zeriuani, quod tantum est regnum, ut ex eo cuncte genetes Sclauorum exorte sint et originem, sicut affirmant, ducant.

(36) Prissani civitates LXX.

(37) Uelunzani civitates LXX.

(38) Bruzi plus est undique quam de Enisa ad Rhenum

(39) Uuizunbeire

(40) Caziri civitates C.

(41) Ruzzi.

(42) Forsderen.

(43) Liudi.

(44) Fresiti.

(45) Serauici.

(46) Lucolane.

(47) Ungare.

(48) Uuislane.

(49) Sleenzane civitates XV.

(50) Lunsizi civitates XXX.

(51) Dadosesani civitates XX.

(52) Milzane civitates XXX.

(53) Besunzane civitates II.

(54) Uerizane civitates X.

(55) Fraganeo civitates XL.

(56) Lupiglaa civitates XXX.

(57) Opolini civitates XX.

(58) Golensizi civitates V.

## Sources
- (de) Cet article est partiellement ou en totalité issu de l’article de Wikipédia en allemand intitulé « Bayerischer Geograph » (voir la liste des auteurs).

- (en) Cet article est partiellement ou en totalité issu de l’article de Wikipédia en anglais intitulé « Bavarian Geographer » (voir la liste des auteurs).

## Pour en savoir plus
- Le comte du Buat, Histoire ancienne des peuples de l'Europe, T. 11. Paris 1772
- Jean Potocki, Fragments historiques et géographiques sur la Scythie, Sarmatie, et les Slaves, Brunsvic 1796
- (de) V. von Keltsch, Der bairische Geograph, Alpreussische Monatsschr., 23 (1886), s. 507 n.
- (de) A. Králiček, Der s.g. bairische Geograph und Mahren, Zeitschr d. Vereins f. die Geschichte Mahrens u. Schlesiens II (1898), s. 216-235, 340-360
- (pl) S. Zakrzewski, Opis grodów i terytoriów z północnej strony Dunaju czyli tzw. Geograf bawarski, Lwów 1917
- (pl) E. Kucharski, Polska w zapisce karolińskiej zwanej niewłaściwie "Geografem bawarskim", [w:] Pamiętnik IV powszechnego Zjazdu historyków polskich, t. I, Lwów 1925, sekcja II, s. 111;
- (pl) E. Kucharski, Zapiska karolińska zwana niewłaściwie "Geografem bawarskim", Sprawozdania Tow. Nauk. we Lwowie, t. V (1925), s. 81-86
- (ru) A. V. Nazarenko. Nemetskie latinoyazychnye istochniki IX-XI vekov: teksty, perevod, kommentarii. Moscow, 1993
- (de) W. Fritze, Die Datierung des Geographus Bavarus, Zschr f. Slavische Philologie, 21, Heft 2 (1952), s. 326-242
- (pl) Henryk Łowmiański (en), O pochodzeniu Geografa bawarskiego, Roczniki Historyczne, R. 20, 1955, s. 9-58; reed: w: Studia nad dziejami Słowiańszczyzny, Polski i Rusi w wiekach średnich, Wydawnictwo Naukowe Uniwersytetu im. Dama Mickiewicza, Poznań 1986, s. 104-150,  (ISSN 0554-8217)
- (pl) Henryk Łowmiański, O identyfikacji nazw Geografa bawarskiego, Studia Źródłoznawcze, t. III: 1958, s. 1-22; reed: w: Studia nad dziejami Słowiańszczyzny, Polski i Rusi w wiekach średnich, Wydawnictwo Naukowe Uniwersytetu im. Dama Mickiewicza, Poznań 1986, s. 151-181,  (ISSN 0554-8217)
- Gerhard Billig, Zur Rekonstruktion der ältesten slawischen Burgbezirke im obersächsisch-meißnischen Raum auf der Grundlage des Bayerischen Geographen, Neues Archiv für sächsische Geschichte 66 (1995), s. 27-67
- (pl) Jerzy Nalepa, O nowszym ujęciu problematyki plemion słowiańskich u "Geografa Bawarskiego". Uwagi krytyczne, Slavia Occidentalis, T. 60 (2003), p. 9-63.